# Hervé Renard
Pour les articles homonymes, voir Renard (homonymie).
Hervé Renard, né le 30 septembre 1968 à Aix-les-Bains (Savoie), est un footballeur français devenu entraîneur. Il est l'actuel sélectionneur de l'Arabie saoudite. 
Il a remporté deux Coupes d'Afrique des nations avec la Zambie en 2012 et avec la Côte d'Ivoire en 2015, devenant ainsi le premier entraîneur à remporter deux Coupes d'Afrique avec deux sélections différentes. Il a participé à la Coupe du monde 2018 en Russie, avec le Maroc, et il a également participé à la Coupe du monde 2022 au Qatar, avec l'Arabie saoudite. Il est d'ailleurs le seul entraineur à avoir battu l'équipe d'Argentine lors de la Coupe du monde 2022 au Qatar.
Le 30 mars 2023, il est nommé sélectionneur de l'équipe de France féminine, avec laquelle il signe une première victoire 5-2 contre la Colombie durant son premier match au poste d'entraîneur de la sélection féminine. Il n’a pas de lien de parenté avec la capitaine Wendie Renard.

## Biographie

### Joueur
Hervé Renard a joué à l'AS Cannes (1983-1990), au stade de Vallauris (1991-1997) et au SC Draguignan (1997-1998). Peu exposé au haut niveau, il ne compte dans sa carrière de joueur qu'un seul match de D1, joué contre le Matra Racing lors de la saison 1988-1989 (défaite 1-0 de Cannes), sous les ordres de Jean Fernandez.

### Entraîneur

#### SC Draguignan (1999-2001)
Après sa carrière de joueur, il décide très vite de passer ses diplômes d’entraîneur. Il entraîne alors le club qu'il a quitté quelques années auparavant : le SC Draguignan. Durant deux saisons, il fait progresser le club, passant de la DH au CFA. En 2001, l'entraineur Claude Le Roy, vainqueur de la CAN 1988 avec le Cameroun et en quête d'un adjoint, le contacte pour un poste au Guizhou Renhe. En janvier 2002, il est diplômé du DEF (Diplôme d'entraîneur de football).

#### Cambridge United (2004)
Après une courte escale à Nam Dinh, au Vietnam, Hervé Renard rejoint son mentor, Claude Le Roy à Cambridge United (The U's), pensionnaire de la 4e division anglaise. Le 1er juillet 2004, il devient entraîneur de Cambridge, succédant à Claude Le Roy. Le 12 décembre 2004, après huit défaites lors des neuf derniers matches des U's, il est limogé.

#### AS Cherbourg (2005-2007)
Au chômage après son échec sportif, il accepte la proposition de Cherbourg (National), qu'il entraîne deux saisons. Après cette expérience, il se retrouve une nouvelle fois adjoint de Claude Le Roy avec le Ghana, qu'il réussit à mener à la troisième place du championnat d'Afrique des nations.

#### Zambie (2008-2010)
Le 7 mai 2008, il est nommé à la tête de l'équipe de Zambie. Il réussit l'exploit d'atteindre les quarts de finale de la CAN 2010, une première depuis quatorze ans. En avril 2010, il décide de se retirer de la sélection de Zambie.

#### Angola (2010-2011)
Le 8 avril 2010, Hervé Renard est officiellement nommé sélectionneur de l'Angola pour deux ans. Non payé et en difficulté pour obtenir un visa de travail, il décide de démissionner en octobre, six mois seulement après sa nomination.

#### USM Alger (2011)
Il s'engage avec l'USM Alger en janvier 2011 pour deux ans et demi.

#### Zambie (2011-2013)
Une clause dans son contrat lui permettant de partir s'il est sollicité par une sélection nationale, il retrouve en novembre 2011, son poste de sélectionneur de l'équipe de Zambie. Il reprend ainsi une sélection qui vient de se qualifier à la CAN 2012. À la surprise générale, et après un exploit collectif, la Zambie remporte la finale face à la Côte d'Ivoire durant les tirs au but sur un score de 8 tirs au but à 7 (0-0 au terme du temps réglementaire). Il permet à la Zambie de remporter la toute première CAN de son histoire.

#### FC Sochaux-Montbéliard (2013-2014)
Il rejoint officiellement le FC Sochaux-Montbéliard le 7 octobre 2013, après la démission d'Éric Hély à la suite des mauvais résultats de l'équipe. Ses débuts sont peu concluants et Sochaux termine la première partie de la saison avant-dernier du championnat, malgré un 8e de finale de Coupe de la Ligue. Emmanuel Mayuka, Nathan Sinkala et Stoppila Sunzu retrouvent leur ancien sélectionneur en venant à Sochaux lors du mercato hivernal. À partir de là, commencent les bons résultats pour Sochaux. Au soir de la 29e journée, Sochaux obtient une cinquième victoire en six matchs de rang à domicile. Le 17 mai 2014, Sochaux est cependant relégué en Ligue 2 après sa défaite 0-3 face à Évian, terminant 18e du championnat avec 40 points. Sochaux termine 5e sur la phase retour du championnat. Toutefois, Hervé Renard reste très apprécié par les supporters sochaliens, malgré sa rencontre avec Jean-Michel Aulas quelques jours avant le match fatidique contre Evian.

#### Côte d'Ivoire (2014-2015)
Le 31 juillet 2014, il retourne en Afrique et devient le nouveau sélectionneur de la Côte d'Ivoire, en remplacement de Sabri Lamouchi, qui a démissionné de son poste à la suite de l'élimination des « Éléphants » au 1er tour de la Coupe du monde 2014. Le 8 février 2015, il remporte sa deuxième Coupe d'Afrique des nations comme entraîneur, en battant le Ghana en finale de la CAN 2015 aux tirs au but (0-0 a.p., 9:8 t.a.b.). Il devient le premier entraîneur à remporter deux éditions de la CAN, avec deux sélections différentes.

#### Lille OSC (2015)
Le 25 mai 2015, Hervé Renard signe avec le LOSC pour une durée de trois ans, en remplacement de René Girard. Six mois plus tard, le 11 novembre, les dirigeants lillois mettent fin à ses fonctions : l'équipe ne compte que deux victoires et son attaque, avec seulement 7 buts, est la deuxième plus mauvaise du championnat.

#### Maroc (2016-2019)

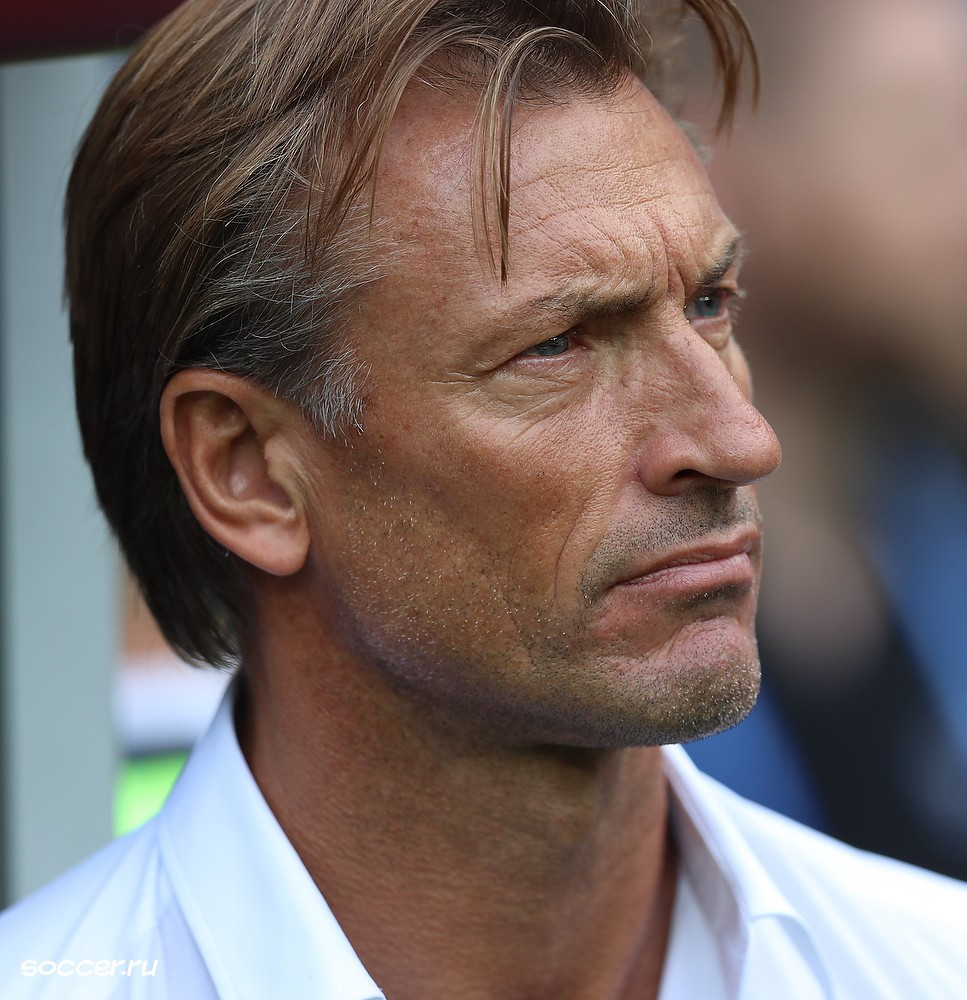
Lors du match Maroc-Portugal à la Coupe du monde 2018.

Le 16 février 2016, Hervé Renard revient en  Afrique et devient sélectionneur du Maroc, en succédant à Badou Zaki. Il réussit ses débuts avec deux victoires consécutives face au Cap-Vert, qualifiant ainsi le Maroc pour la CAN-2017. Lors de cette compétition disputée au Gabon, malgré l'absence de nombreux joueurs blessés (Boufal, Belhanda, Amrabat, Taarabt…) le Maroc impressionne en battant la Côte d'Ivoire, tenante du titre, permettant aux Lions de l'Atlas de passer en quart de finale, après un peu plus de dix ans de malédictions. Ils sont finalement battus par l'Égypte 1-0 en toute fin de match malgré une bonne prestation.
Le 11 novembre 2017, l'équipe d'Hervé Renard se qualifie pour la Coupe du monde 2018 grâce à une victoire 2-0 contre la Côte d’Ivoire.
Le 5 juillet 2019, le Maroc perd contre le Bénin en huitième de finale de la Coupe d'Afrique des Nations. Une élimination surprise, dont il endosse toute la responsabilité. Il est tout de même à noter que l'empreinte technique et tactique d'Hervé Renard aura été bénéfique pour l'équipe marocaine, en manque de cohésion avant sa venue.
Le 21 juillet 2019, il annonce sa démission du poste d'entraîneur de la sélection du Maroc.

#### Arabie saoudite (2019-2023)
Le 28 juillet 2019, Hervé Renard annonce qu'il vient de signer son contrat avec la Fédération d’Arabie saoudite de football en tant qu'entraineur, pour une durée de deux ans. Le 27 mai 2022, il rempile pour 5 ans, jusqu'en 2027. Il dispute la Coupe du monde au Qatar 2022. Lors du premier match, son équipe réalise l'exploit de battre l'Argentine (2-1), future championne du monde, qui restait sur une série de 36 matchs sans défaite.
Le 28 mars 2023, il démissionne de son poste de sélectionneur de la sélection saoudienne afin de s'engager avec l'équipe de France féminine.
Dans une interview, il révèle que son salaire net mensuel en tant qu'entraineur de la sélection saoudienne était de 460 000 euros net mensuel environ. 

#### Équipe de France féminine (2023-2024)
Le 30 mars 2023, il devient le sélectionneur de l'équipe de France féminine, succédant à Corinne Diacre.
Le 25 janvier 2024, la fédération ivoirienne, en plein coeur de la CAN, contacte la FFF pour obtenir le prêt d'Hervé Renard le temps de la fin de la compétition afin de remplacer le départ de Jean-Louis Gasset. Faute d'accord entre la Fédération française de football et la Fédération ivoirienne de football, il n’entrainera pas la sélection ivoirienne.
Le 20 mars 2024, le président de la FFF, Philippe Diallo, annonce qu'Hervé Renard ne sera pas prolongé à l'issue des Jeux Olympiques à Paris. Après un quart de finale perdu aux JO 2024, la Fédération française de football confirme son départ.
Dans une interview, il révèle que son salaire net mensuel en tant qu'entraineur de la sélection féminine française était de 23 000 euros net mensuel.

#### Arabie saoudite (depuis 2024)
Le 26 octobre 2024, Hervé Renard s'engage à nouveau comme sélectionneur de l'équipe masculine d'Arabie saoudite.

### Vie privée
Hervé Renard est en couple avec Viviane Dièye, veuve du sélectionneur Bruno Metsu. Il a trois filles et un fils de précédentes relations.

## Palmarès

### En sélection
- Zambie :

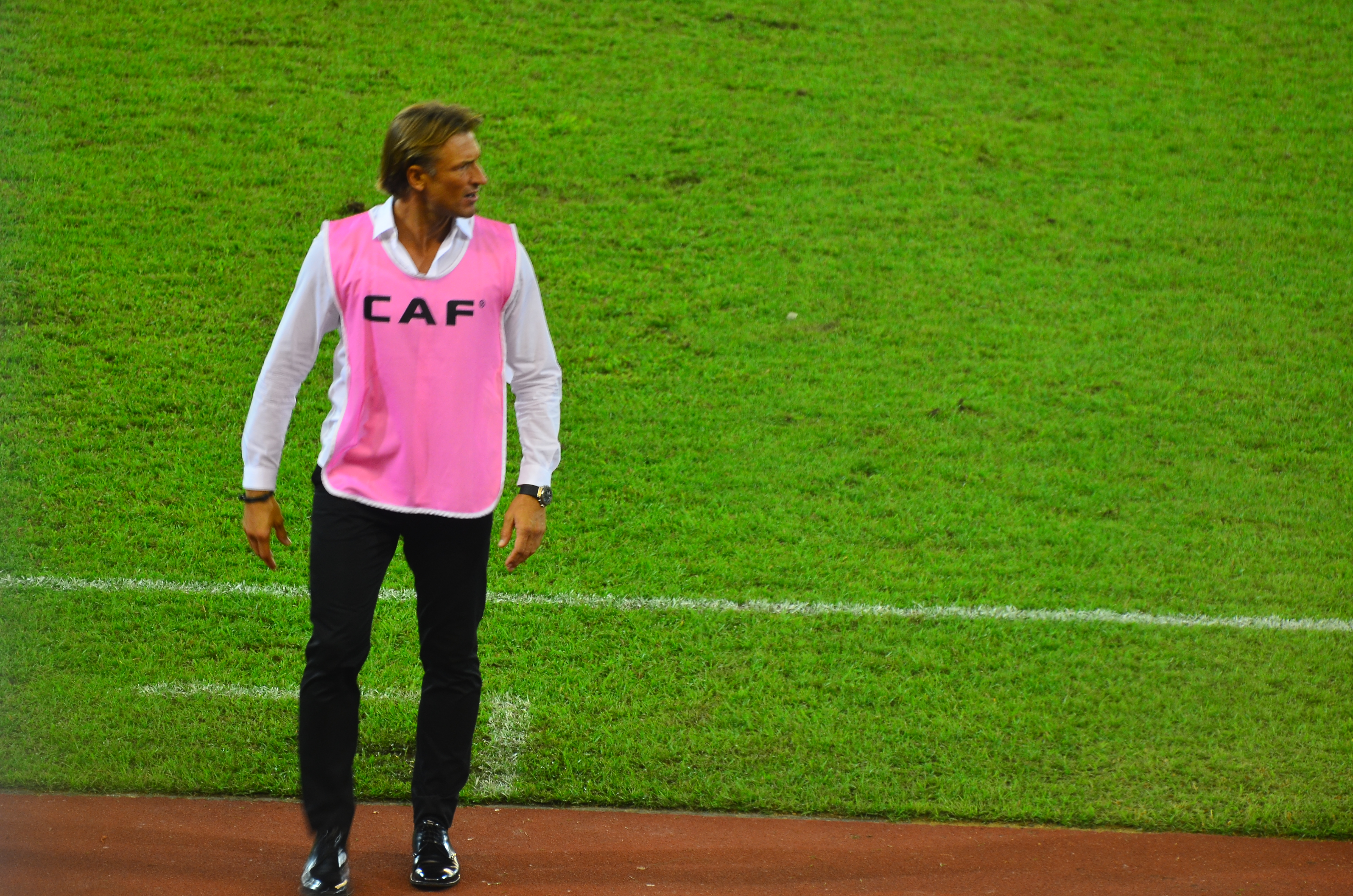
Hervé Renard à la CAN 2015 lors du match Côte d'Ivoire-Algérie.

  - Troisième du Championnat d'Afrique des nations 2009
  - Vainqueur de la Coupe d'Afrique des nations en 2012
  - Vainqueur de la Coupe COSAFA en 2013
- Côte d'Ivoire :
  - Vainqueur de la Coupe d'Afrique des nations en 2015
- Arabie saoudite :
  - Finaliste de Coupe du Golfe des nations en 2019
- France féminine :
  - Finaliste de la Ligue des nations 2024

### Distinctions personnelles
- Entraîneur de l'année de la Confédération africaine de football en 2012[29], 2015[30] et 2018[31]

### Décorations officielles
- Officier de l'Ordre national de Côte d'Ivoire (2015)[32]